# Suicide Season
Suicide Season – drugi album studyjny brytyjskiego zespołu Bring Me the Horizon utrzymany w stylistyce metalcore’u. Na albumie gościnnie pojawili się JJ Peters z Deez Nuts oraz Sam Carter z Architects. W 2011 roku, serwis Kerrang! umieścił krążek na 21 miejscu w zestawieniu 50 najcięższych albumów wszech czasów.

## Lista utworów
Opracowano na podstawie materiału źródłowego:
| Nr  | Tytuł utworu                                                                             | Długość |
| --- | ---------------------------------------------------------------------------------------- | ------- |
| 1.  | „The Comedown”                                                                           | 4:09    |
| 2.  | „Chelsea Smile”                                                                          | 5:03    |
| 3.  | „It Was Written in Blood”                                                                | 4:03    |
| 4.  | „Death Breath”                                                                           | 4:21    |
| 5.  | „Football Season is Over” (feat. JJ Peters)                                              | 1:56    |
| 6.  | „Sleep with One Eye Open”                                                                | 4:16    |
| 7.  | „Diamonds Aren't Forever”                                                                | 3:48    |
| 8.  | „The Sadness Will Never End” (feat. Sam Carter)                                          | 5:22    |
| 9.  | „No Need for Introductions, I've Read About Girls Like You on the Backs of Toilet Doors” | 1:00    |
| 10. | „Suicide Season”                                                                         | 8:17    |
| 11. | „The Comedown”                                                                           | 4:16    |
| 12. | „Pray For Plagues”                                                                       | 4:23    |
|     |                                                                                          | 50:54   |

## Skład
- Oliver Sykes – wokal
- Lee Malia – gitara
- Curtis Ward – gitara
- Matt Kean – gitara basowa
- Matt Nicholls – perkusja